# なるほど夢情報
『なるほど夢情報』（なるほどゆめじょうほう）は、1996年5月4日から2002年3月9日まで岐阜テレビで放送されていた岐阜県の広報番組である。
本番組は不定期放送であり、『知事と共に夢トーク』や『ハーイ拓さんの県政Q&A』などとのローテーションで放送されていた。2002年3月9日以降は放送されていないが、当日付の中日新聞の番組表に最終回マークは付されていなかった。

## 放送時間
いずれも日本標準時、別の時間帯での再放送あり。
- 土曜 18:00 - 18:45 （1996年5月4日 - 2000年3月11日）
- 土曜 18:00 - 18:30 （2000年6月3日 - 2002年3月9日） - 放送枠が15分縮小。

## 出演者
- 伊藤伸久（当時岐阜放送アナウンサー）
- 青木さやか（当時名古屋タレントビューロー所属） - 1997年から出演。
- 早川敦子（タレントオフィスともだち所属）

## エピソード
青木さやかはその後、2006年8月27日未明（8月26日深夜）に日本テレビの『24時間テレビ 29』で行われた「芸能人見られたくないお宝映像100連発」という企画に出演したが、この企画のランキング80位台に青木が本番組に出演していた当時の映像がノミネートされた。その際に流された映像は子育てに関するもので、青木が岐阜市の保育所を訪れていたときの映像だった。なお、この映像には青木だけでなく伊藤伸久も映っていた。
| スタブアイコン | サブスタブ | この項目は、まだ閲覧者の調べものの参照としては役立たない、テレビ番組に関連した書きかけの項目です。この項目を加筆・訂正などしてくださる協力者を求めています（P:テレビ/PJ:放送または配信の番組）。 |